# Leon Benzaquen
Leon Benzaquen (in arabo ليون بن زاكين‎?; Tangeri, 31 dicembre 1928 – Casablanca, 6 maggio 1977) è stato un politico e medico marocchino.

## Biografia
Fu medico personale del sultano Muhammad V  e il primo ministro ebreo marocchino dopo l'indipendenza del Marocco nel 1956. Venne prima nominato ministro delle poste e delle comunicazioni e successivamente ministro della salute, ruolo che Benzaquen ricoprì fino al 1958.
Quando il Marocco ottenne l'indipendenza nel 1956, alla comunità ebraica marocchina furono riservate alcune rispettabili posizioni politiche, tra le quali tre seggi parlamentari e un posto al governo come ministro delle poste e dei telegrafi. Il sultano insistette sulla nomina di Leon Benzaquen, mentre la comunità ebraica non fu in grado di raggiungere un consenso su chi scegliere come rappresentante al governo. In concomitanza con la sua nomina, Benzaquen espresse il suo parere favorevole sul diritto degli ebrei di emigrare, questione allora controversa dal momento che la maggior parte dell'emigrazione ebraica dal Marocco diveniva risorsa per l'Agenzia ebraica. Benzaquen affermò che il Marocco e la Tunisia avrebbero potuto ricoprire un ruolo di mediazione tra gli Stati arabi e Israele e che, nonostante non fossero in grado di esprimere la loro opinione in pubblico, i leader marocchini non provavano alcuna simpatia nei confronti di Gamal Abdel Nasser e degli altri dittatori arabi in Medio Oriente.
L'opinione prevalente è che Benzaquen fosse rimasto neutrale durante la lotta per l'indipendenza del Marocco, a causa di una lotta interna tra la comunità ebraica marocchina, divisa tra i modernisti, formatisi nelle scuole dell'Alleanza israelitica universale, i sionisti e i tradizionalisti (nel 1944, si rifiutò di firmare il primo manifesto per l'indipendenza dell'Istiqlal, che si opponeva sia all'occupazione francese, ma anche alla monarchia).